# Sally of the Sawdust
Sally of the Sawdust é um filme mudo norte-americano de 1925 em longa-metragem, do gênero comédia, dirigido por D. W. Griffith, baseado na peça musical Poppy (1923) de Dorothy Donnelly. O filme foi estrelado por W. C. Fields.